# Hipernatrèmia
La hipernatrèmia és un alt nivell d'ions de sodi a la sang. Els nivells sèrics de sodi normals són 135-145 mmol/L (135-145 mEq/L). La hipernatrèmia es defineix generalment com un nivell sèric de sodi de més de 145 mmol /L. Els símptomes greus solen ocórrer quan els nivells superen els 160 mmol/L.

La hipernatrèmia es classifica normalment segons l'estat de líquids d'una persona en volum baix, volum normal i volum alt.:
- La hipernatrèmia de baix volum pot produir-se per sudoració, vòmits, diarrea, medicaments diürètics o malaltia renal.[1]
- La hipernatrèmia de volum normal pot ser deguda a febre, set extrema, augment de la freqüència respiratòria perllongada, diabetis insípida, i per liti entre altres causes.[1]
- La hipernatrèmia de gran volum pot ser deguda a hiperaldosteronisme, administració excessiva per via intravenosa de solució salina o bicarbonat de sodi, o rarament per menjar massa sal.[1][2]

Els nivells baixos de proteïnes en sang poden provocar una mesura de sodi falsament alta. La causa generalment es pot determinar per la història dels esdeveniments. La prova de l'orina pot ajudar si la causa no està clara. El mecanisme subjacent normalment implica massa poca aigua lliure al cos.

## Signes i símptomes
Els primers símptomes poden incloure un fort sentiment de set, debilitat, nàusees i pèrdua d'apetit. Els símptomes greus inclouen la disfunció del sistema nerviós central per l'enconguiment de les cèl·lules encefàl·liques: confusió, alteracions musculars i hemorràgia al voltant o al voltant del cervell.

## Tractament
El tractament té com a principal objectiu augmentar fins a nivells fisilògics el volum d'aigua intravascualar i aigua lliure. En general es pot aconseguir de forma oral, però en casos greus es pot utilitzar la via intravenosa.